# Carla MacLeodová
Carla Rae MacLeod (nar. 16. června 1982, Spruce Grove, Alberta, Kanada) je kanadská hokejová trenérka a bývalá reprezentantka. Od roku 2022 je hlavní trenérkou českého ženského národního týmu, s nímž na MS toho roku získala bronzové medaile.

## Kariéra

### Hráčka
Jako hráčka nastupovala v obraně. Hrála za univerzitní tým Wisconsin Badgers z Madisonu. Od roku 2003 do roku 2010 byla členkou kanadského národního týmu, se kterým získala olympijské zlaté medaile roku 2006 i 2010 a titul mistryň světa roku 2007.

### Trenérka
Na pozici asistenta trenéra začala působit roku 2006 ještě jako aktivní hráčka. Po ukončení profesionální hráčské kariéry roku 2010 se stala asistentkou trenéra v týmu Mount Royal University v Calgary a v letech 2011–12 pak v národním týmu do 18 let. Roku 2012 byla angažována jako asistentka v japonské ženské hokejové reprezentaci, která se za jejího působení poprvé v historii kvalifikovala na zimní olympiádu.
V dubnu 2022 se stala hlavní trenérkou české ženské hokejové reprezentace. Již toho roku se Češky pod jejím vedením umístily na mistrovství světa na třetím místě a získaly tak své první medaile z vrcholného turnaje. Následujícího roku české hokejistky bronz obhájily, což přispělo k tomu, že MacLeodové byla v září 2023 prodloužena smlouva o dalšího 2,5 roku. Měla by tak vést národní tým ještě i na Zimní olympiádě 2026 v Itálii.
V září 2023 byla také jmenována hlavní trenérkou klubu Ottawa, jednoho ze šesti týmů nastupujících v nově založené elitní ženské hokejové lize PWHL.

## Rodina
Carla MacLeodová je vzdáleně příbuzná se slavným hokejistou Mauricem Richardem.